# Sân bay Bạng Phụ
Sân bay Bạng Phụ nằm ở Bạng Phụ, Trung Quốc.